# Simon Silverholt
Simon Texas Silverholt, född 17 juni 1993, är en svensk fotbollsspelare (mittfältare). Han har två bröder som också är fotbollsspelare, Oliver och Taylor Silverholt.

## Karriär
I augusti 2017 värvades Silverholt av GAIS på ett kontrakt säsongen ut. Efter säsongen 2017 lämnade Silverholt klubben.
I februari 2018 värvades Silverholt av IFK Mariehamn, där han skrev på ett tvåårskontrakt med option på ytterligare ett år. Efter säsongen 2019 lämnade Silverholt klubben.
I mars 2020 gick han till IS Halmia. I juni 2020 gick Silverholt till IL Hødd i den norska tredjeligan, där han skrev på ett kontrakt säsongen ut och med option på ytterligare ett år. I februari 2021 värvades Silverholt av Tvååkers IF, där han skrev på ett ettårskontrakt.